# Kanton Montsûrs
Montsûrs is een voormalig kanton van het Franse departement Mayenne. Het kanton maakte deel uit van het arrondissement Laval. Het werd opgeheven bij decreet van 21 februari 2014 met uitwerking op 22 maart 2015.

## Gemeenten
Het kanton Montsûrs omvatte de volgende gemeenten:
- Brée
- La Chapelle-Rainsouin
- Deux-Évailles
- Gesnes
- Montourtier
- Montsûrs (hoofdplaats)
- Saint-Céneré
- Saint-Ouën-des-Vallons
- Soulgé-sur-Ouette

Ingevolge de herindeling van de kantons vanaf 2015, zijn de gemeenten Brée, Deux-Évailles, Montourtier, Montsûrs en Saint-Ouën-des-Vallons gevoegd bij het kanton Évron, de gemeente Soulgé-sur-Ouette bij het kanton L'Huisserie en de gemeenten La Chapelle-Rainsouin, Gesnes en Saint-Céneré bij het kanton Meslay-du-Maine